# محمد الشحوري
السيد محمد بن السيد إبراهيم شرف الدين ابن السيد زين العابدين بن نور الدين علي بن علي بن حسين بن أبي الحسن الموسوي الجبعي الشحوري.
عالم دين شيعي، من جبل عامل.

## سيرته وأساتذته
ولد في جباع من قرى جبل عامل سنة 1049 هجرية.
درس في جبل عامل على العلامة أحمد بن الحسين بن أحمد بن سليمان العاملي النباطي.
هاجر إلى العراق سنة 1080 هجرية، فأخذ العلم عن الشيخ حسام الدين بن الشيخ جمال الدين الطريحي النجفي، وغيره من العلماء.
توجه إلى اصفهان، فوردها في 6 محرم سنة 1083 هجرية، ونال الحظوة بسلطانها الشاه عباس الثاني الصفوي، وقد تتلمذ على الشيخ محمد الباقر السبزواري صاحب الذخيرة، وقد تزوّج بكريمته، وولد له منها ولدان قضى الوباء عليهما وعلى أمهما سنة 1089.
بعد وفاة الشيخ السبزواري درس على الشيخ علي بن محمد بن الحسن بن الشهيد الثاني، وقد أجازه الأخير إجازة عامة.
وفي سنة 1099 هجرية زار المشهد الرضوي في خراسان، وبقي فيها ودرس على الشيخ الحر العاملي صاحب الوسائل، وأجازه الشيخ اجازة مفصلة، وزوجه كريمته وهي أم الباقين من ذريته.
وفي سنة 1100 حج بيت الله الحرام ورجع إلى بلاده، فورد بلدة «شحور» في ربيع الثاني سنة 1101، فأقام فيها مشتغلا في التأليف والتصنيف والتدريس.
وقد تخرّج على يده جماعة من العلماء، كالشيخ سليمان معتوق، وولده السيد صالح الكبير العاملي وغيرهما.

## مؤلفاته
كانت له مصنفات كثيرة وخزانة كتب جليلة تشمل على ألوف من الكتب أخذها احمد باشا الجزار بعد حبس ولده السيد صالح.
ومن آثاره الباقية:
1. قصيدته النونية الكبيرة نظم فيها حديث الكساء.
2. تعليقة على أصول الكافي.
3. بعض التعليقات على الرسالة النفلية الشهيد.
4. تعليقة على قواعد الأحكام للعلامة الحلي.
5. مجموعة «كالكشكول» تشتمل على أحاديث وأخبار ونوادر.

## أولاده
1. السيد صالح الكبير العاملي المكي.
2. له ولد آخر اسمه السيد محمد بن محمد بن إبراهيم شرف الدين:[2] أمه بنت الشيخ الحر العاملي، وله ولد اسمه إسماعيل، ولإسماعيل هذا ابنان هما جواد وأبو جعفر، وللسيد جواد ابن يدعى السيد يوسف والسيد يوسف هو والد السيد عبد الحسين شرف الدين.

## وفاته
توفي سنة 1139 هجرية، فيكون عمره تسعين سنة.